# Porodin (gmina Žabari)
Porodin (cyr. Породин) – wieś w Serbii, w okręgu braniczewskim, w gminie Žabari. W 2011 roku liczyła 1803 mieszkańców.